# Amorphis
Gli Amorphis sono un gruppo finlandese folk metal/progressive death metal, formato originariamente da Jan Rechberger, Tomi Koivusaari e Esa Holopainen nel 1990.

## Storia del gruppo
Nel 1989 Jan Rechberger e Esa Holopainen suonavano in una speed thrash metal band, i Violent Solution che, l'anno precedente, Tomi Koivusaari aveva abbandonato per formare il gruppo death metal Abhorrence. Durante l'evoluzione musicale dei Violent Solution, Jan Rechberger e Esa Holopainen si resero conto di voler cambiare radicalmente lo stile sonoro del gruppo e decisero di formare una death metal band reclutando, come cantante, proprio Tomi Koivusaari (ex membro dei Violent Solution), e, come bassista, Oppu Laine.
In questo periodo la band chiese a Tomi di modificare l'approccio alla chitarra ritmica e del cantato, questo avrebbe permesso di accedere ad un nuovo sound e approdare ad un nuovo stile sonoro. Tomi chiuse i rapporti con gli Abhorrence, che avrebbero proseguito autonomamente il loro cammino nella musica estrema, per dedicarsi integralmente al progetto "Amorphis".
Appena il gruppo terminò di registrare il primo demo, Tomi ricevette una lettera dalla Relapse Records, attraverso la quale gli venne offerto un contratto per gli Abhorrence; dato che non faceva più parte della band, Tomi pensò di unire alla missiva di ritorno il nuovo demo registrato con gli Amorphis. La band registrò così prima The Karelian Isthmus, lavoro di death metal classico e spartano, e, poco dopo, l'EP Privilege of Evil a cui partecipò anche il vocalist originale degli Abhorrence, Jukka Kolehmainen.
La band adottò rapidamente un nuovo modo di fare musica e, soprattutto, un nuovo sound, ricco di contaminazioni e sperimentazioni: il risultato fu un mix di Death metal e Folk metal che soprattutto nei primi lavori risultava ancora legato ai canoni del growl.
Il primo successo arrivò con Tales from the Thousand Lakes, un album intriso di romanticismo decadente, con testi incentrati sul poema epico finlandese Kalevala, e grazie all'unione di parti melodiche e parti death metal, il feedback fu notevole. Kasper Mårtenson, a disagio per via degli obblighi richiesti ad un gruppo in via di consacrazione, fu sostituito da Kim Rantala, con il quale la band registrò Elegy, che vide le parti con cantato pulito del nuovo membro Pasi Koskinen prevalere sul growl di Tomi Koivusaari.
Tra gli album migliori della band finlandese si contano: Tales from the Thousand Lakes, Elegy e Tuonela, quest ultimo considerato l'album più leggero della band. Le tradizioni, la cultura finnica e le sonorità della musica nordica sono armonicamente amalgamate con elementi di progressive death metal di livello. In queste ultime due produzioni il growl viene notevolmente ridotto, per fare posto ad un cantato pulito e maggiormente aderente alle sonorità folk.
Con i due album successivi, Am Universum e Far from the Sun, il growl scompare del tutto per tornare a far capolino solo con Eclipse, e, successivamente, con Silent Waters e Skyforger, che formano un trittico di album stilisticamente coeso e fortemente influenzato dalla partecipazione di Tomi Joutsen.
Successivamente esce The beginning of times dalle due differenti copertine (CD e vinili), esperimento che sarà ripetuto anche con il successivo Circle. Anche su questi due lavori si alterna il growl al clean. Due ottimi lavori che confermano gli Amorphis come una delle migliori band del genere.

## Formazione

### Formazione attuale
- Tomi Joutsen - voce (2004 - presente)
- Esa Holopainen - chitarra solista (1990 - presente)
- Tomi Koivusaari - chitarra ritmica (1990 - presente)
- Olli-Pekka Laine - basso (1990 - 2000, 2017 - presente)
- Santeri Kallio - tastiere (1998 - presente)
- Jan Rechberger - batteria (1990 - 1995, 2002 - presente)

## Discografia

### Album
- 1992 - The Karelian Isthmus
- 1994 - Tales from the Thousand Lakes
- 1996 - Elegy
- 1999 - Tuonela
- 2001 - Am Universum
- 2003 - Far from the Sun
- 2006 - Eclipse
- 2007 - Silent Waters
- 2009 - Skyforger
- 2011 - The Beginning of Times
- 2013 - Circle
- 2015 - Under the Red Cloud
- 2018 - Queen of Time
- 2022 - Halo

### Singoli ed EP
- 1991 Amorphis
- 1993 Privilege of Evil
- 1994 Black Winter Day
- 1997 My Kantele
- 1999 Divinity
- 2001 Alone
- 2003 Day of Your Beliefs
- 2003 Evil Inside
- 2005 House of Sleep
- 2005 The Smoke
- 2007 Silent Waters
- 2009 Silver Bride
- 2009 From the Heaven of My Heart
- 2011 You I Need
- 2013 Hopeless Days
- 2013 The Wanderer
- 2015 Death of a King
- 2015 Sacrifice
- 2018 Honeyflow
- 2019: Brother and Sister
- 2021: Daughter of Hate / House of Sleep
- 2022: On the Dark Water

### Compilation
- 2000 - Story - 10th Anniversary
- 2003 - Chapters (CD and DVD)
- 2010 - Forging the Land of the Thousand Lakes
- 2013 - Best of Amorphis
- 2016 - His Story - The Best of
- 2018 - Legacy of Time
- 2021 - Vinyl Collection 2006-2020